# Vol Partnair 394
Le vol Partnair 394 est un vol charter international, assuré par un Convair 580 de la compagnie aérienne norvégienne Partnair, qui s'est écrasé en mer le 8 septembre 1989 à 18 km au nord d'Hirtshals, au Danemark, alors qu'il assurait la liaison entre Oslo, en Norvège, et Hambourg, en Allemagne. 
Les 50 passagers et 5 membres d'équipage ont péri, ce qui en fait la plus grande catastrophe aérienne survenue au Danemark, ainsi que l'accident le plus meurtrier impliquant un Convair 580. L'enquête qui a suivi a révélé que le crash a été causé par un entretien inapproprié de l'appareil, et notamment l'utilisation de pièces aéronautiques de contrefaçon.

## Avion et équipage
L'appareil accidenté, immatriculé LN-PAA (numéro de série 56), était un Convair 580 âgé de 36 ans, qui totalise 36 943 heures de vol et 15 116 cycles (décollage/atterrissage) au moment de l'accident. Il a changé de propriétaire à plusieurs reprises, en ayant subi diverses modifications, il a déjà eu plusieurs immatriculations (N73128, EC-FDP, PK-GDS, HR-SAX, JA101C, N770PR et C-GKFT), et a été réparé suite un accident survenu lors d'un atterrissage en 1978. La modification la plus importante fut le remplacement des anciens moteurs à pistons par des turbopropulseurs, de type Allison 501-D13D, en 1960 ; ce qui a rajouté plus de puissance à l'avion. Le propriétaire de l'avion, avant sa vente à Partnair, était une entreprise canadienne spécialisée dans l'entretien des Convair. L'avion accidenté était l'un de ceux acquis le plus récemment par la compagnie norvégienne. Au moment de l'accident, deux autres Convair 580 faisaient partie de la flotte de Partnair.
L'équipage est composé du commandant de bord Knut Tveiten et du copilote Finn Petter Berg, tous deux âgés de 59 ans, ainsi que de 3 membres du personnel de cabine. Les deux pilotes étaient des amis proches qui volaient ensemble depuis de nombreuses années. Ils étaient tous les deux très expérimentés, avec près de 17 000 heures de vol chacun. Le copilote Berg était également directeur des opérations aériennes chez Partnair.
Au moment de l'accident, Partnair était en difficulté financière. Les dettes de la compagnie aérienne étaient telles que, le jour du crash, les autorités aéronautiques norvégiennes avaient notifié aux aéroports norvégiens de ne pas autoriser les avions de Partnair à décoller, en raison de nombreux frais et taxes que la compagnie aérienne n'avait pas payés.

## Accident
Le vol 394 était en route depuis l'aéroport d'Oslo-Fornebu, en Norvège, vers l'aéroport de Hambourg, en Allemagne. Les passagers étaient tous des employés de la compagnie maritime Wilhelmsen Lines (en), qui se rendaient à Hambourg pour la cérémonie de lancement d'un nouveau navire. La moitié des employés du siège social de la compagnie étaient présents à bord.
Avant le vol, l'équipage a constaté que l'un des deux principaux générateurs électriques de l'appareil était défectueux, et ce depuis le 6 septembre. De plus, le mécanicien qui a inspecté l'avion n'a pas pu le réparer avant le vol. Or, selon la réglementation norvégienne, un avion n'est autorisé à décoller que s'il dispose de deux sources d'alimentation électrique opérationnelles. En outre, la liste d'équipement minimum (en) de l'avion exigeait au moins deux générateurs opérationnels en vol. Le copilote Berg a décidé qu'il ferait fonctionner le groupe auxiliaire de puissance (APU) tout au long du vol, afin que l'avion dispose de deux sources d'énergie et soit donc autorisé à décoller.
L'aéroport d'Oslo a refusé de laisser décoller le vol 394, jusqu'à ce qu'une facture de restauration soit payée. Avant le décollage de l'avion, Berg a du quitter le cockpit pour payer l'entreprise de restauration. En conséquence, le vol a été retardé de près d'une heure et a finalement décollé à 15h59.
Alors que le vol 394 était en vol au-dessus de la mer du Nord, à son altitude de croisière prévue de 22 000 pieds (6 706 m), un F-16 Fighting Falcon de la Force aérienne royale norvégienne est passé à côté de lui. Le pilote du F-16 a été surpris par l'apparition soudaine du Convair et a pris contact avec le contrôle aérien d'Oslo, estimant que ses données radar étaient erronées, et que l'avion était plus proche de lui que ce que son ordinateur de bord indiquait.
Alors que le vol 394 s'approchait de la côte danoise, le contrôle aérien de Copenhague a constaté que l'avion déviait de sa trajectoire prévue et perdait rapidement de l'altitude, avant de finalement s'écraser dans la mer, à environ 20 km au nord de la côte danoise. On ne compte aucun survivant parmi les 55 passagers et membres d'équipages présents à bord.

## Causes de l'accident
Les enquêteurs du Statens havarikommisjon for transport (SHT) ont utilisé un sonar à balayage latéral pour déterminer la position de l'épave au fond de la mer. Les débris de l'avion s'étaient déposés sur une zone de 2 km de large, ce qui a amené les enquêteurs à déduire que le Convair s'était désintégré en plein vol. Heureusement, 90 % de l'avion a pu être reconstruit. 

Reconstitution de l'avion
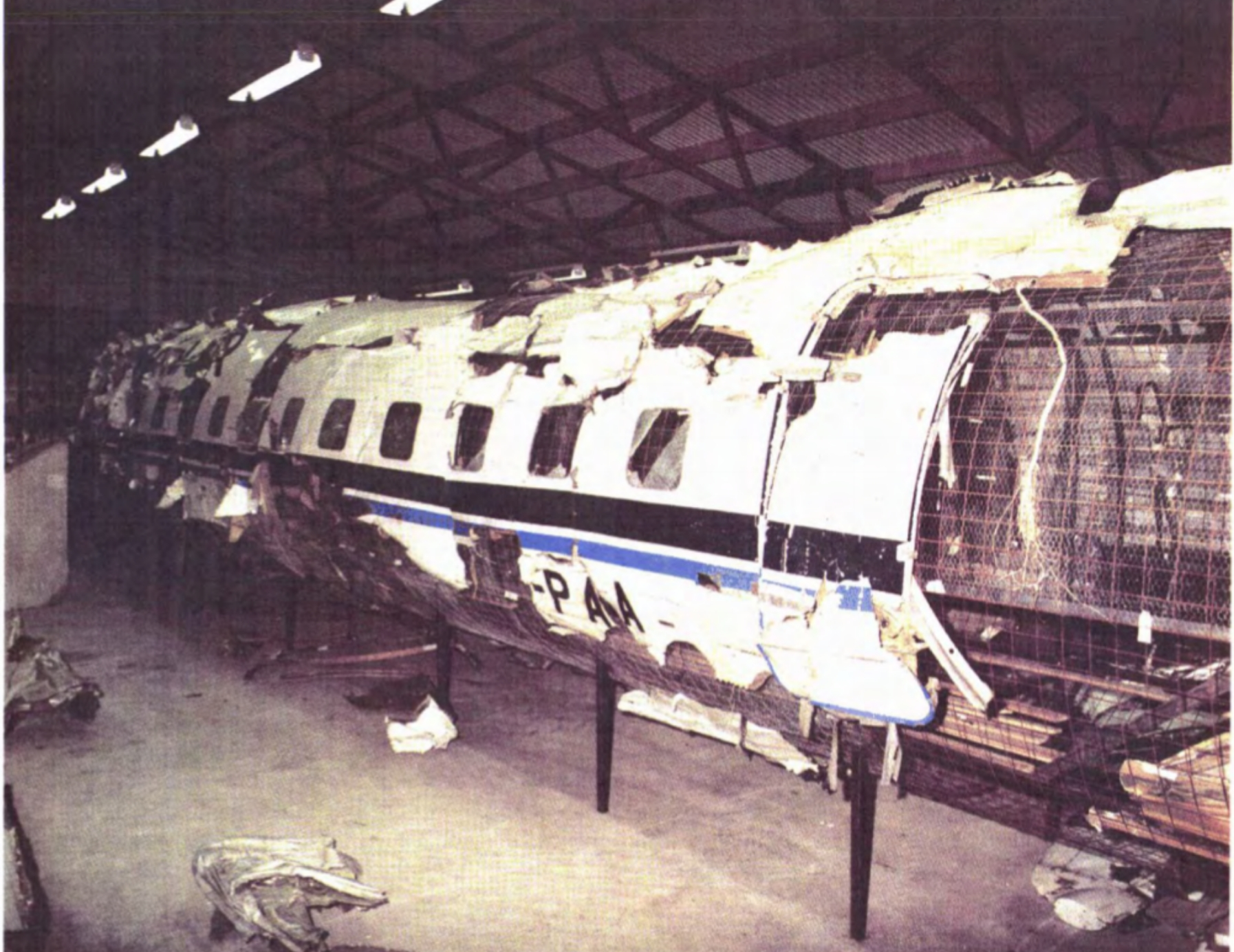
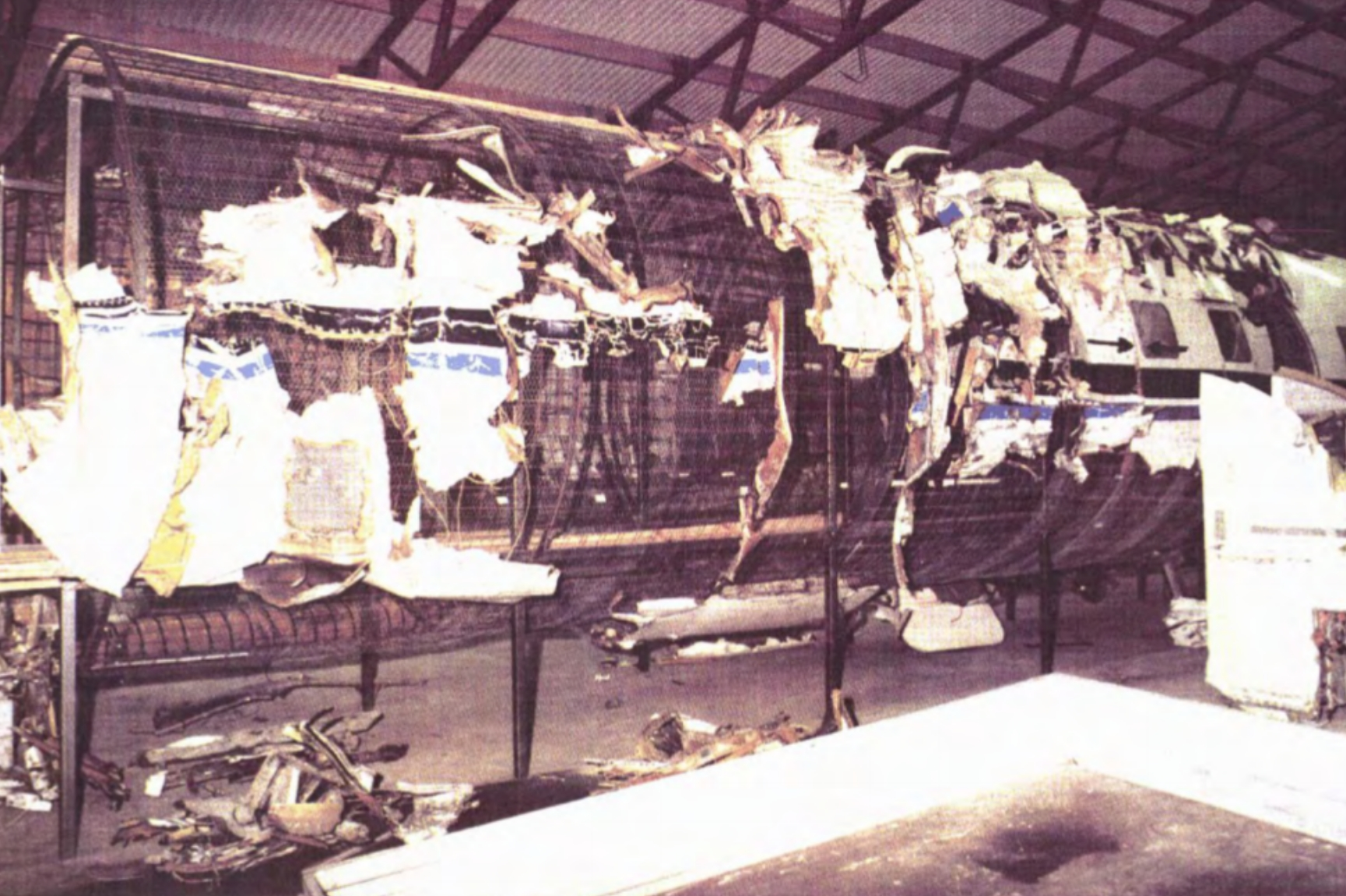
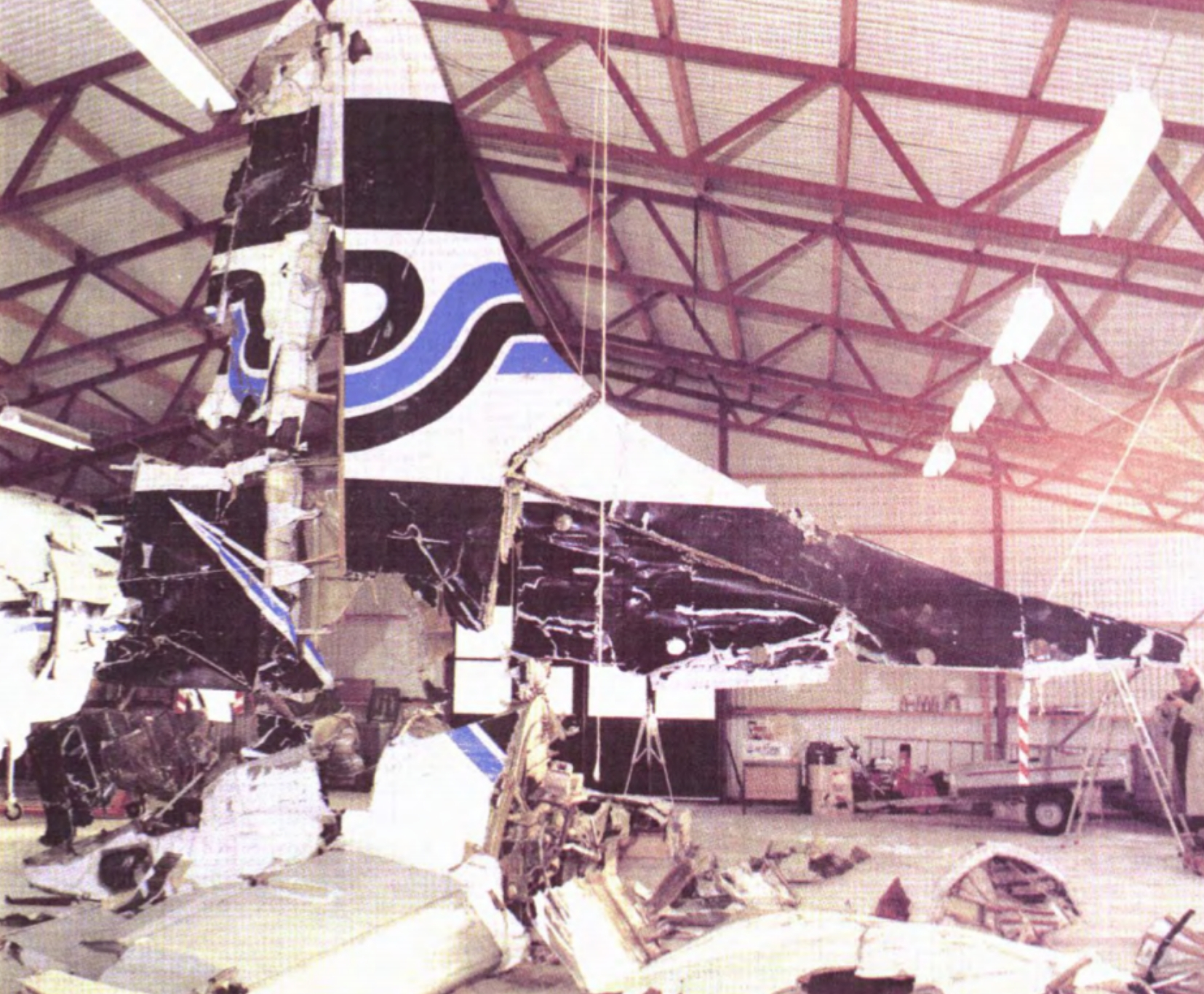

Lors d'un accident aérien, l'enregistreur phonique (CVR) enregistre généralement les dernières minutes de vol. Or, celui à bord du vol 394 a seulement enregistré le début du vol et s'est arrêté peu de temps avant le décollage de l'avion. À partir des dossiers de maintenance, les enquêteurs ont découvert que dix ans auparavant, l'alimentation électrique du CVR a été reconnectée au générateur électrique de l'avion, au lieu de sa batterie, lorsque la pleine puissance était appliquée pendant le décollage. Comme le générateur ne fonctionnait pas pendant le vol, l'alimentation du CVR s'est immédiatement coupée au moment du décollage de l'avion.
Certaines spéculations initiales suggéraient qu'une explosion à bord avait provoquer le crash du vol 394. En effet, en décembre 1988, une bombe avait exploser à bord du vol Pan Am 103 au-dessus de Lockerbie, en Écosse. En outre, le Premier ministre norvégien Gro Harlem Brundtland avait utilisé cet avion lors de ses voyages de campagne, ce qui a amené la presse norvégienne à supposer que l'accident était une tentative d'assassinat manquée. Plusieurs témoins de l'accident ont déclaré avoir entendu un grand bruit en voyant l'avion tomber. Le fait que l’avion se soit désintégré dans les airs a donné de la crédibilité à la théorie de la bombe.
Les spéculations dans la presse incluaient plus tard une théorie selon laquelle l'avion aurait été abattu en vol, peut-être lors de l'exercice militaire de l'OTAN Opération Sharp Spear, qui a eu lieu le jour de l'accident, à proximité de la trajectoire de vol, car les enquêteurs ont trouvé de petites traces d'explosifs sur certaines pièces récupérées dans le fond marin. Cependant, les enquêteurs ont découvert que les résidus ne provenaient pas d'une bombe, car ils n'étaient pas présents en quantité suffisante. Finn Heimdal, un enquêteur du SHT, a déclaré que les résidus ressemblaient davantage à une contamination, car de vieilles munitions étaient encore présente au fond de la mer, en raison des nombreuses batailles ayant eu lieu au large des côtes du Danemark. Les enquêteurs ont conclu que des résidus d'explosif provenant du fond de la mer ont contaminé certaines pièces de l'avion, ou que des traces d'explosifs s'étaient accumulées à la suite d'une contamination avant l'accident ou à cause du stockage après récupération des pièces.
Le métallurgiste Terry Heaslip, de la société canadienne Accident Investigation and Research Inc., a examiné le revêtement de l'avion au niveau de la queue et a constaté des signes de surchauffe, notamment des flexions répétées du revêtement extérieur. Cela a incité les enquêteurs à examiner plus attentivement la queue du Convair. De plus, l'équipe d'enquêteurs a constaté que l'APU, situé dans la queue, générait de la chaleur, ce qui a fait fondre certaines pièces en plastique, indiquant que l'APU fonctionnait pendant le vol, alors qu'il ne devrait pas l'être en temps normal. Le mécanicien qui avait inspecté le Convair assurant le vol 394, le jour de l'accident, a déclaré aux enquêteurs que l'un des deux générateurs électrique principaux de l'avion était en panne et qu'il n'était pas en mesure de le réparer. Les enquêteurs ont découvert que les pilotes avaient noté dans le carnet de vol qu'ils utiliseraient l'APU pendant toute la durée du vol, car deux sources d'alimentation sont nécessaires pour le décollage. Ils ont également découvert que le support de fixation avant de l'APU était cassé, ce qui lui permettait de vibrer excessivement.
Les deux trappes de visite de la queue de l'avion n'étaient pas présentes lors de la récupération des débris. Elles étaient constituées d'un revêtement d'aluminium en nid d'abeille, dont les propriétés réfléchissantes permettaient à ces trappes d'apparaître sur le radar, lorsqu'elles flottaient librement jusqu'à la mer. Ceci a conduit le SHT à conclure que les objets non identifiés suivis à haute altitude par le radar suédois pendant 38 minutes étaient probablement les trappes de visite, qui s'étaient détachées de la queue de l'avion. Le SHT a alors constaté que la queue s'était rompue à 22 000 pieds (6 700 m). Si la gouverne de direction a bougé violemment pendant le vol, les poids, situés derrière les trappes et servant à contrôler l'actionnement de la gouverne, ont également bougé violemment et ont heurté les trappes. Par conséquent, la gouverne de direction a effectué un violent mouvement peu avant l'accident.
La compagnie Partnair a suggéré que le F-16 volait à une vitesse supérieure et était plus proche du Convair que ce qui a été rapporté dans les médias, atteignant la vitesse du son et créant une onde de pression qui aurait pu provoquer la désintégration de l'appareil en plein vol. L'Institut national de recherche aéronautique (en), un centre suédois de recherche en technologie aéronautique, a déclaré qu'il y avait 60 % de chances que cela en soit la cause du crash. Le pilote du F-16 a témoigné que son avion se trouvait à plus de 1 000 pieds (300 m) au-dessus du vol 394. Les enquêteurs ont conclu que le F-16 aurait dû se trouver à quelques mètres seulement de l'autre avion pour pouvoir influencer son comportement en vol de cette manière, et ils n'ont trouvé aucune preuve que les deux avions aient été si proches l'un de l'autre. L'enquête du SHT n'a trouvé aucun lien entre le F-16 et l'accident.
L'enregistreur de paramètres (FDR) du Convair était un modèle analogique, utilisant des bandes de feuille métallique rayées par des broches mobiles. Ici, il n'enregistrait pas les mesures d'accélération verticale et enregistrait mal les indications de cap. De plus, une des aiguilles a enregistré certaines lignes en double, ce qui a d'abord dérouté les enquêteurs, les conduisant à envoyer le FDR à Fairchild Industries, qui l'avait fabriqué. Ce dernier a demandé à un de ses ancien employé, qui est un spécialiste en matière de FDR, de quitter temporairement sa retraite pour examiner le FDR. L'expert a conclu que l'aiguille censée enregistrer l'altitude tremblait tellement qu'elle a laissé une seconde marque sur la feuille métallique. 
Ce FDR en particulier a enregistré pendant plusieurs centaines d'heures ; des investigations plus poussées ont révélé que l'aiguille tremblait anormalement depuis des mois. Cela a indiqué aux enquêteurs qu'un autre composant de l'avion, en plus de l'APU avec le support cassé, vibrait également lors du vol. Les enquêteurs ont répertoriés les vibrations et ont constaté que, deux mois avant l'accident, elles avaient toutes cessé pendant deux semaines, immédiatement après la révision majeure de l'avion au Canada par son ancien propriétaire. Lors des vols d'essai de l'appareil au Canada et de ses premiers vols pour Partnair, le FDR n'a enregistré pratiquement aucune vibration anormale. Un examen des dossiers de maintenance de l'avion a révélé que, lors de la révision, le mécanicien a constaté une usure anormale sur l'un des quatre boulons reliant l'empennage verticale au fuselage et l'a remplacé. Les vibrations ont cessé après le remplacement de ce boulon et de ses manchons. Lorsque les vibrations sont revenues par la suite, elles ont augmenté régulièrement et progressivement jusqu'au jour de l'accident.
Après avoir récupéré les quatre boulons, manchons et goupilles, les enquêteurs ont découvert que le boulon et les autres pièces installés par l'entreprise canadienne étaient des équipements homologués, mais que les trois autres boulons et leurs pièces, qui n'avaient pas été remplacés, étaient contrefaits et avaient subi un traitement thermique incorrect lors de leurs fabrications. Ces boulons n'avaient qu'environ 60 % de leur résistance prévue, ce qui rendait leurs utilisations inadéquate sur un avion. Les boulons et manchons contrefaits se sont usés excessivement, provoquant des vibrations dans la queue pendant 16 vols consécutifs, dont celui de l'accident.
Les enquêteurs du SHT ont conclu qu'en fin de compte, la rupture du support de l'APU et la faiblesse structurels des boulons de fixation de l'empennage impliquaient que les deux pièces vibraient simultanément. Lors du vol 394, elles ont fini par atteindre la même fréquence et entrer en résonance, où plusieurs vibrations de même fréquence s'additionnent pour créer une seule vibration importante. Ainsi, la vibration de la queue a augmenté en amplitude, jusqu'à provoquer la destruction de l'empennage de l'appareil. Cela ayant rendu l'avion incontrôlable, il est alors parti en vrille et s'est disloqué en vol avant de s'écraser en mer.

## Conséquence
À la suite du crash du vol 394, les États-Unis ont introduit plusieurs réformes dans l'industrie des pièces d'avions, et il y a eu une période de répression plus agressive contre les fournisseurs de pièces contrefaites. Mary Schiavo, inspectrice générale du Département des Transports des États-Unis de 1990 à 1996, a supervisé des enquêtes qui ont abouti à plus de 150 condamnations pénales et à plus de 47 millions de dollars de restitutions et d'amendes dans le cadre du programme Suspected Unapproved Parts (SUP).

## Médias
L'accident a fait l'objet d'un épisode dans la série télé Air Crash nommé « Débris fantômes » (saison 7 - épisode 4).